# Ninjutsu
Ninjutsu (忍術, jap. "tekniker för att dölja") var, historiskt sett, en beteckning för vissa militära metoder i det medeltida Japan som framförallt, men inte enbart, handlade om att inhämta och hantera information. Här ingick strategi, spionage och rekognosering, men också överfall och bakhåll. Termerna ninjutsu och ninja (忍者, jap. "dold person") användes för första gången i text under Edo-perioden, i Buyô Benryaku skriven 1684 av Kinoshita Gishun. I tidigare (och även senare) texter användes termerna shinobijutsu (忍び術) och shinobi no mono (忍の者). En alternativ tolkning av ninjutsu är "tekniker för att uthärda" men detta är sekundärt eftersom översättningen snarare blir "tekniker för att dölja [sitt lidande]".
Metoder för denna form av strid utvecklades främst i Iga- (idag beläget i Mie prefektur) och Kôga-regionen (idag Shiga prefektur) men förekom även på andra håll i Japan. På grund av olika omständigheter, bland annat det bergiga och otillgängliga landskapet i Iga och Koga-regionerna, kom inte någon stor, inflytelserik klan att dominera området förrän enandet av Japan påbörjades. I dessa områden bodde främst ett flertal mindre familjer som växte sig starka genom att utveckla metoder för strid där numerären inte var det mest avgörande. För sin egen överlevnad tvingades familjerna ofta förhandla fram allianser med andra familjer eller utomstående styrkor..
Enligt Kacem Zoughari, som har kopplingar till modern sk "ninpo" (se nedan), kan ninjutsuns historiska utveckling sammanfattas på följande vis: - dess frön började sås under 600-talet, det första embryot tog form under Heian-perioden (794–1185), utvecklades under Kamakura-perioden (1185–1333), användes mer och mer under Muromachi-perioden (1378–1489), hade sin absoluta storhetstid under Sengoku-perioden (1400–1603) och användes för att bakom kulisserna upprätthålla makten under Edoperioden (1603–1867). Man måste dock ifrågasätta detta påstående eftersom spionage och spaning (läs: ninjutsu) alltid varit en del av normal krigföring och stadsmannaskap. 
Ninjutsu lärdes ut inom olika ryûha (流派, jap. "skola", enkelt översatt), och enligt vissa källor har det funnits över 70 stycken som var specialiserade för just ninjutsu, bland annat Hakuun Ryû (白雲流), Kishû Ryû (紀州流), Togakure Ryû (戸隠流), och de mest kända Kôga Ryû (甲賀流) och Iga Ryû (伊賀流). Liksom andra japanska stridskonstskolor leddes de av en sôke (宗家, jap. "familjeöverhuvud") och fördes vidare från generation till generation via Isshi Sôden (一子相伝, jap. "direkt överföring", enkelt översatt) till nästkommande sôke/arvtagare.
Ninjutsu lärdes ut tillsammans med andra stridskonster, bland annat olika vapen (som pilbåge, spjut, svärd, stav), obeväpnad strid, strid till häst, strid i vatten, etcetera. Även religiösa/spirituella bitar var viktiga och praktiserades  Ninjutsu handlade om vissa strategiska tillvägagångssätt, exempelvis hur man tog sig obemärkt in i hus och slott för att sedan skapa tumult och försvaga fiendens högkvarter inför ett större anfall, och kommunikationstekniker som att förmedla budskap på slagfältet via sång (風歌倒語) 

## Ninjutsu i modern tid
Ett fåtal moderna budo-organisationer som exempelvis Bujinkan anser sig vara arvtagare till stridsskolor grundade och utövade av "ninja". Inom Bujinkan tränar man former från ovan nämnda Togakure Ryû, Gyokko Ryû (玉虎流) och Kotô Ryû (虎倒流). Dessa lärs i viss mån ut av dessa skolors nuvarande sôke Masaaki Hatsumi (jap. Hatsumi Masaaki 初見良昭), som även är sôke för ett flertal andra skolor. Hatsumi lärde sig dessa skolor via ovan nämnda isshi sôden av förre sôke Toshitsugu Takamatsu (jap. Takamatsu Toshitsugu 高松寿嗣) som i sin tur lärt sig på samma vis av bland andra Toda Shinryûken Masamitsu (戸田真竜軒正光). Även organisationerna Jinenkan, som leds av Manaka Unsui, och Genbukan under ledning av Tanemura Shôtô, lär ut dessa skolor i olika utsträckning. Väldigt lite rör dock ninjutsu, utan träningen består snarare av jujutsu och traditionell vapenträning.
Det bör noteras att äktheten hos de skolor som Takamatsu lärde ut (undantaget Kukishin Ryū och Tagaki Yoshin Ryū) är ifrågasatta inom budo-världen främst på grund av att deras tidiga existens har ej kunnat bekräftas av oberoende källor och den påstådda muntliga traditionen (nedtecknad på 1950-talet) dessutom har direkta historiska fel enligt Bugei Ryuha Dajiten (ett standardverk inom forskning om japanska fäktskolor) :
"系譜は諸伝の資料や口伝を参照して潤色を 加え、文献上実在の人物も実際より年代を古くしている点がある ように思われる。"
"Genealogin innehåller försköningar angående datum och historier om personer vars existens är baserad på nedtecknat material och traditioner i syfte att få den att se äldre ut än vad den verkligen är". <översättning från japanska av 1978 års utgåva>.
Vissa koryu, det vill säga stridskonstskolor skapade före 1868, har kvar element av traditionell ninjutsu i sitt curriculum - som exempelvis skolan Tenshin Shōden Katori Shintō-ryū (天真正伝香取神道流?). Även japanska kendoförbundets iaido har element av ninjutsu i vissa kata - exempelvis i formen "shinobu" där man övar ett överfall bakifrån dold under ett hus.

## Historiska referenser
Ninjutsu- och ninjutsuliknande aktiviteter finns omnämnda i ett flertal historiska källor. Dock är informationen ofta ganska sparsam, vilket kan förstås mot bakgrund av den typ av uppdrag som utfördes. Bortsett från olika historiska annaler (exempelvis Iranki) och skildringar av exempelvis slag finns ett antal texter skrivna av utövare av ninjutsu eller personer med god kännedom om dessa. Tre verk brukar omnämnas som särskilt viktiga:
- Bansenshukai. Ett stort samlingsverk i 10 volymer skrivet 1676 av Fujibayashi Yasutake från i Iga. Bansenshukai består, enligt författaren själv, av information tagen från mer än 20 olika stilar från Iga och Koga. Verket finns översatt från japanska till engelska.
- Shoninki. Ett verk i 3 volymer skriven 1682 av Natori Masazumi. Verket beskriver Kishû Ryû Ninjutsu.
- Ninpiden. Ett verk i 4 volymer skrivet 1653 av Hattori Hanzô Yasukiyo, en släkting till den kända krigaren Hattori Hanzô från Iga.